# Aixe-sur-Vienne
Aixe-sur-Vienne este o comună în departamentul Haute-Vienne din centrul Franței. În 2009 avea o populație de 5.464 de locuitori.

## Evoluția populației
| An        | 1975  | 1982  | 1990  | 1999  | 2006  | 2009  |
| --------- | ----- | ----- | ----- | ----- | ----- | ----- |
| Populație | 4.819 | 5.520 | 5.566 | 5.466 | 5.566 | 5.464 |